# Theodor Evander
Theodor Evander (* 24. Mai 1539 in Eisenach; † 30. Januar 1620 in Hohenkirchen) war ein evangelischer Pfarrer.
Evander, mit deutschem Namen „Gutmann“, studierte in Jena und Wittenberg Theologie. Nach einer ersten Pfarrstelle in Melborn vertiefte er seine theologischen Kenntnisse durch einen erneuten Besuch der Universität Jena, bevor er an Kantate, dem 4. Sonntag nach Ostern, im Jahre 1567 Pfarrer in Hohenkirchen und in der Filialkirche Herrenhof wurde. Er blieb dort 53 Jahre lang Pfarrer bis zu seinem Tod.
Der Initiative Evanders ist der Bau des Kirchturms von Hohenkirchen von 1576 bis 1579 zu verdanken sowie der Bau einer Mägdeleinschule und die Anschaffung einer Orgel für die Kirche. Im Chorraum der Kirche ist sein Epitaph erhalten.